# Het Elektrische woud
Het Elektrische Woud is een sciencefictionboek van de Britse schrijfster Tanith Lee.

## Verhaal
De monsterlijk ogende Magdala Cled, door iedereen Lillijkerd genoemd, heeft een slechtbetaald baantje in een kledingfabriek op de planeet Indigo. Op een dag dringt de mooie en rijke Claudio Loro zich aan haar op: hij wil haar mooi maken.